# Џеклин Хил
Грејс Џеклин Хил (енгл. Grace Jacqueline Hill; Бирмингем, 12. децембар 1929 — Лондон, 18. фебруар 1993) била је британска глумица. Хилова је најпознатија по улози Барбаре Рајт у научно-фантастичној серији Доктор Ху.
Џеклин Хил је преминула од рака дојке 1993. у 64. години.